# UK Tour 1981
UK 1981 Tour – trzecia trasa koncertowa grupy muzycznej Depeche Mode, w czasie której odbyło się piętnaście koncertów.
1. 31 października 1981 – Newcastle upon Tyne (Wielka Brytania) – University
2. 2 listopada 1981 – Edynburg (Wielka Brytania) – Coasters
3. 3 listopada 1981 – Manchester (Wielka Brytania) – Fagins
4. 4 listopada 1981 – Birmingham (Wielka Brytania) – Locarno
5. 5 listopada 1981 – Nottingham (Wielka Brytania) – Rock City
6. 6 listopada 1981 – Liverpool (Wielka Brytania) – University
7. 7 listopada 1981 – Sheffield (Wielka Brytania) – Polytechnic
8. 9 listopada 1981 – Bristol (Wielka Brytania) – Locarno
9. 10 listopada 1981 – Basildon (Wielka Brytania) – Raquels
10. 11 listopada 1981 – Brighton (Wielka Brytania) – Top Rank
11. 12 listopada 1981 – Poole (Wielka Brytania) – Arts Centre
12. 14 listopada 1981 – Leicester (Wielka Brytania) – University
13. 15 listopada 1981 – Londyn (Wielka Brytania) – Lyceum
14. 16 listopada 1981 – Londyn (Wielka Brytania) – Lyceum
15. 3 grudnia 1981 – Chichester (Wielka Brytania) – TVS TV Show